# 송도로 (포항시)
송도로(Songdo-ro)는 대한민국 경상북도 포항시 남구 대흥동에서 시작하여, 송도동을 거쳐 연결하는 도로이다.

## 노선 경로
- 사거리 명칭 미상 - 죽도로, 운하로
- 사거리 명칭 미상 - 송림로
- 삼거리 명칭 미상 - 희망대로

## 같이 보기
- 송도동
- 송도해수욕장
- 죽도로